# Tenryū
Pour les articles homonymes, voir Tenryū (homonymie).
Tenryū (天龍村, Tenryū-mura) est un village du district de Shimoina, dans la préfecture de Nagano, au Japon.

## Toponymie
Le village porte le nom du fleuve Tenryū qui le traverse du nord au sud. L'exploitation de ce fleuve pour produire de l'énergie hydroélectrique a contribué à l'essor économique du village, notamment au début des années 1950 avec la fin de la construction du barrage d'Hiraoka (Tenryū comptait alors 8 337 habitants).
Le nom du village (littéralement « dragon céleste ») fait aussi allusion à la forme du fleuve Tenryū qui serpente à travers le village comme un dragon en route vers le paradis.

## Géographie

### Situation
Le village de Tenryū est une commune rurale située dans le sud de la préfecture de Nagano, au Japon. Il s'étend sur environ 13 km du nord au sud et 16 km d'ouest en est.
Près de 90 % de la superficie du village sont recouverts de forêts.

### Démographie
Au 1er mars 2016, la population de Tenryū s'élevait à 1 417 habitants répartis sur une superficie de 109,44 km2.

### Hydrographie
Le fleuve Tenryū traverse Tenryū du nord au sud.

### Municipalités voisines
| Anan    | Anan / Yasuoka / Iida                                 | Iida               |
| Urugi   | Tenryū(*préfecture d'Aichi, **préfecture de Shizuoka) | Iida / Hamamatsu** |
| Toyone* | Toyone*                                               | Hamamatsu**        |

### Climat
Le climat du village de Tenryū est du type tempéré. La température annuelle moyenne est d'environ 13 °C et les précipitations annuelles sont de 2 000 mm.
Chaque année, au printemps, le village de Tenryū est la première municipalité de la préfecture de Nagano à accueillir la floraison des cerisiers.

## Économie
L'économie du village de Tenryū repose sur l'agriculture et l'exploitation forestière.

## Histoire
Le 9 février 1956, les villages de Hiraoka et Kamihara, fondés en 1876 au cours de la mise en place du nouveau système d'administration des municipalités élaboré par le gouvernement de Meiji, sont fusionnés pour former le village de Tenryū dans la préfecture de Nagano.

## Culture locale et patrimoine

### Shimotsuki kagura
Chaque année à Tenryū, le 4 janvier, se tient le festival d'hiver du sanctuaire Suwa. Ce festival, qui débute en fin de soirée et dure toute la nuit, a été établi en 1428.
Tout au long de la nuit, des danses rituelles sont pratiquées afin de remercier les divinités du shintō, religion autochtone, pour les récoltes de l'année passée et une bonne santé pour l'année qui débute.
L'ensemble de ces danses, nommé Shimotsuki kagura, est classé bien culturel folklorique immatériel national depuis 1978.

### Shiokaigiōji
Chaque année à Tenryū, au mois d'avril, se tient le festival de printemps du sanctuaire Ikedai situé à Ōkōchi, dans le sud-ouest du village. Au cours de ce festival, un rituel appelé Shiokaigiōji est pratiqué dans le but de mobiliser les dieux shintō chargés de protéger les champs cultivés contre les oiseaux et de préserver le village contre les sangliers et les cerfs.
Cette manifestation traditionnelle est inscrite sur la liste officielle des biens culturels folkloriques immatériels du Japon depuis 1984.

### Kake odori
Chaque année, dans le village de Tenryū, à l'occasion d'O-Bon, célébrations estivales honorant les esprits des ancêtres, les villageois du hameau d'Ōkōchi pratiquent une danse appelée Kake odori et dont la tradition remonte au XVIe siècle.
À la nuit tombée, des torches sont allumées et en plusieurs points du village des villageois se mettent à danser au son des wadaiko et des yokobue pour solliciter la bienveillance des dieux du ciel sur les récoltes à venir.
La danse traditionnelle, Kake odori, est inscrite sur la liste officielle des biens culturels folkloriques immatériels du Japon depuis 1999.

## Symboles municipaux
L'arbre symbole de la municipalité de Tenryū est le palmier du genre Trachycarpus, sa fleur symbole le lis doré du Japon et son oiseau symbole le Rolle oriental.